# Горелов, Василий Павлович
Василий Павлович Горелов (1925—1943) — младший сержант Рабоче-крестьянской Красной Армии, участник Великой Отечественной войны, Герой Советского Союза (1944).

## Биография
Родился в 1925 году в селе Сковороднево (ныне — Хомутовский район Курской области) в крестьянской семье. Получил неполное среднее образование, работал в колхозе. 
В марте 1943 года был призван на службу в Рабоче-крестьянскую Красную Армию и в сентябре того же года направлен на фронт. В звании гвардии младшего сержанта был связистом роты связи 273-го гвардейского стрелкового полка 89-й гвардейской стрелковой дивизии 37-й армии Степного фронта.За участие в освобождении Белгорода награждён  медалью «За отвагу». В дальнейшем участвовал в освобождении Харькова. 
Отличился во время битвы за Днепр. В ночь с 29 на 30 сентября 1943 года вместе с бойцами своего батальона переправился через Днепр в районе села Келеберда Кременчугского района Полтавской области Украинской ССР и проложил кабельную линию, установив связь между командным пунктом батальона и штабом полка. Только за одну ночь девять раз нырял в холодную воду, восстанавливая перебитый кабель. Также принимал активное участие в отражении немецких контратак. В бою получил тяжёлое ранение, от которого 7 ноября 1943 года скончался.

Похоронен на Чечеловском кладбище Днепропетровска . В 1975 году его прах вместе с останками 508 военнослужащих перезахоронен там же, в едином "Мемориале Славы" парка им. Калинина.
Указом Президиума Верховного Совета СССР «О присвоении звания Героя Советского Союза офицерскому, сержантскому и рядовому составу Красной Армии» от 22 февраля 1944 года за «образцовое выполнение боевых заданий командования при форсировании реки Днепр, развитие боевых успехов на правом берегу реки и проявленные при этом отвагу и геройство» был удостоен посмертно высокого звания Героя Советского Союза. Также был награждён орденом Ленина
Память
В его честь названа школа, в которой он учился

## Награды
- Медаль «Золотая Звезда» (22.02.1944)[7];
- орден Ленина (22.02.1944)[7];
- медаль «За отвагу» (19.08.1943)[1];